# Federação Haitiana de Futebol
A Federação Haitiana de Futebol (em francês: Fédération Haïtienne de Football, ou FHF) é a entidade máxima do futebol no Haiti. Fundada em 1904, é responsável pela organização de campeonatos de âmbito nacional. Também administra a  Seleção Haitiana de Futebol Masculino, que teve sua 1ª participação na Copa do Mundo FIFA de 1974 na Alemanha, onde foi eliminada na primeira fase e a Seleção Haitiana de Futebol Feminino.

## Títulos conquistados

### Masculino

#### Copa Ouro da CONCACAF
- 1 - Copa Ouro da CONCACAF [1]: 1973

#### Jogos Olímpicos da Juventude
- Jogos Olímpicos da Juventude
  -  2010

### Feminino

#### Copa Ouro Feminina da CONCACAF
- 4° colocado - 1991

## Competições organizadas

### Futebol masculino
| Competição             | Edição atual | Última edição | Atual campeão          |
| ---------------------- | ------------ | ------------- | ---------------------- |
| Haiti Division 1 Ligue | 2017         | 2016          | RC Haïtien(14º título) |
| Haiti Division 2 Ligue | —            | 2016          | Sud-Est(1º título)     |
| Coupe d'Haïti          | —            | —             | (não informado)        |